# Pseudocypraea
Pseudocypraea là một chi ốc biển, là động vật thân mềm chân bụng sống ở biển trong họ Pediculariidae.

## Các loài
Các loài thuộc chi Pseudocypraea bao gồm:
- Pseudocypraea adamsonii (G.B. Sowerby I, 1832)[2]
- Pseudocypraea alexhuberti Lorenz, 2006[3]
- Pseudocypraea exquisita Petuch, 1979[4]